# Antti Aarne
Antti Amatus Aarne (5 tháng 12 năm 1867 tại Pori – 2 tháng 2 năm 1925 tại Helsinki) là một nhà nghiên cứu văn học dân gian người Phần Lan.

## Sự nghiệp
Antti là học trò của Kaarle Krohn, con trai của nhà nghiên cứu văn học dân gian Julius Krohn.
Ông sau này đã phát triển một phương pháp sử địa trong việc nghiên cứu văn hoá dân gian theo phương pháp so sánh và phát triển phiên bản đầu tiên của hệ thống phân loại Aarne–Thompson of classifying folktales, công bố lần đầu năm 1910 và được Stith Thompson mở rộng lần đầu năm 1927 và mở rộng lần nữa năm 1961.
Đầu năm 1925, Aarne qua đời tại Helsinki khi ông đang là giảng viên tại Đại học Helsinki (từ 1911) and where he had held a position as Professor extraordinarius từ 1922.